# Lioplax cyclostomaformis
Lioplax cyclostomaformis é uma espécie de gastrópode da família Viviparidae.
É endémica dos Estados Unidos da América.